# Ленинградский проспект
Ленингра́дский проспе́кт (в просторечии — Ленинградка; до 1957 — часть Ленинградского шоссе; в 1915–1924 — часть Петроградского шоссе; до 1915 — часть Санкт-Петербургского (Петербургского) шоссе) — проспект в Северном административном округе города Москвы, одна из важнейших транспортных магистралей столицы.
Является самой широкой улицей в Москве (до 120 м), планировалось, что к 2010 году Ленинградский проспект в рамках проекта «Большая Ленинградка» расширится до восьми полос в обе стороны движения.
Проспект начинается как продолжение 1-й Тверской-Ямской улицы, около Белорусского вокзала. Далее проспект идет на северо-запад и заканчивается после пересечения с улицами Алабяна и Балтийской, у высотного здания института «Гидропроект», где эта магистраль разделяется на Ленинградское шоссе и Волоколамское шоссе.
После развилки с Волоколамским шоссе, в том числе за пределами МКАД, продолжением Ленинградского проспекта является Ленинградское шоссе, проходящее рядом с аэропортом «Шереметьево» — крупнейшим аэропортом в Москве. На Ленинградском проспекте стоит стадион «Динамо».
Проспект в основном прямолинейный, простирается в северо-западном направлении, около станции метро «Аэропорт» у проспекта есть единственный поворот на запад (в этом месте находится Московский автомобильно-дорожный институт, а также главный корпус Финансового университета при Правительстве РФ и один из корпусов НИУ ВШЭ).

## Происхождение названия
Получил название 13 декабря 1957 года по Ленинградскому шоссе, составной частью которого проспект считался до переименования. В свою очередь Ленинградское шоссе было названо в 1924 году по городу Ленинграду, к которому ведёт эта дорога. Ранее современный Ленинградский проспект являлся частью Санкт-Петербургского (Петербургского) шоссе, Петроградского шоссе (с 1915), часть его называлась Новой Всехсвятской улицей, которая носила названия в честь села Всехсвятское (Церковь всех святых сохранилась по н.в.).
Улица проходит по трассе Петербургского шоссе, проложенного в 1817—1822 гг. в свою очередь по трассе древней (с XIV в.) дороги на Тверь и Новгород. Аналогично этому, конечный отрезок шоссе в Санкт-Петербурге носит название Московский проспект.

## История
Вплоть до начала XX века застройка Петербургского шоссе была крайне неоднородной — в его начале капитальные кирпичные здания (доходные дома, фабричные корпуса) перемежались небольшими особняками и дачами, а за Петровским парком преобладали скромные деревянные постройки и деревенские дома. В годы гражданской войны часть ветхих строений разобрали на дрова, в результате чего на улице появились свободные площадки.
В 1922 году проложенную по шоссе однопутную трамвайную линию, первоначально доходившую до Петровского парка, продлили сначала до Всехсвятского, затем до Покровского-Стрешнева; через год уложили вторую колею. В 1930-х годах улицу покрыли асфальтом, вдоль тротуаров поставили электрические фонари. В 1933 году по улице проложили первый в СССР маршрут троллейбуса.

## Примечательные здания и сооружения

### по нечётной стороне

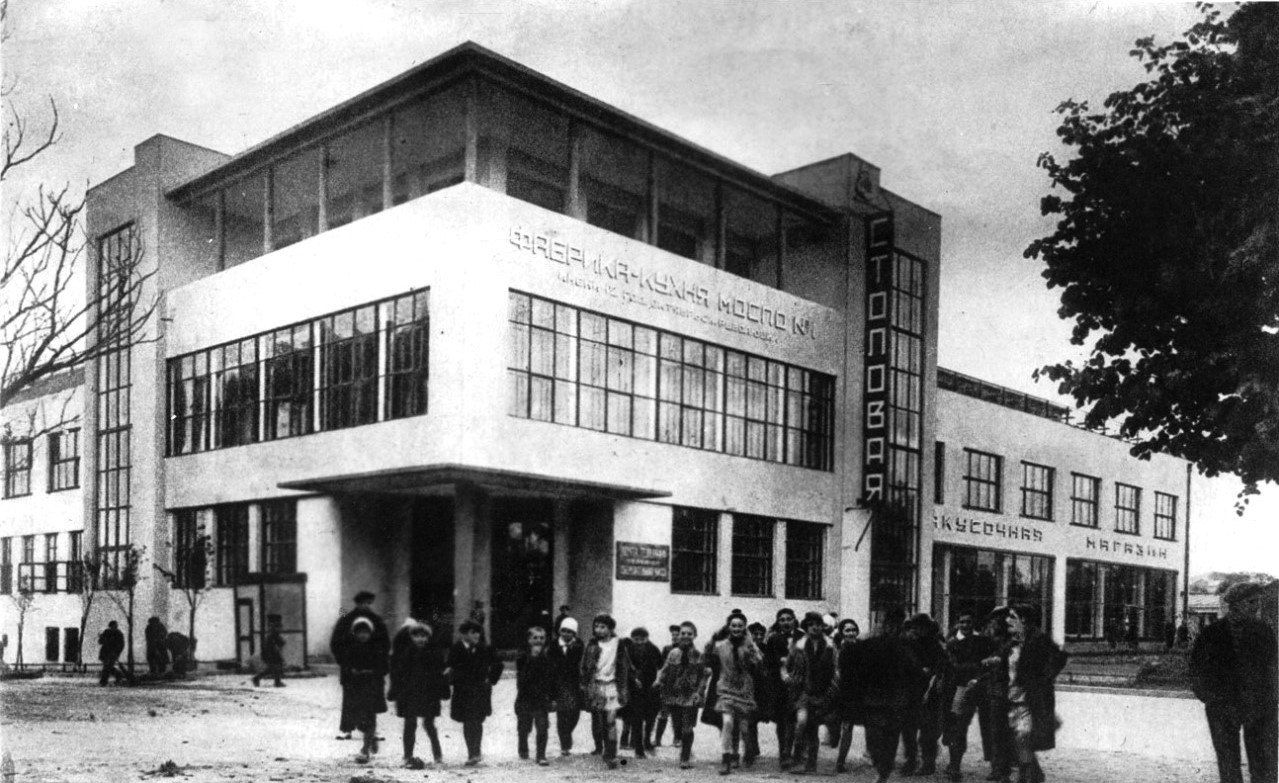
Фабрика-кухня МОСПО № 1

- № 1 — жилой дом (1949—1952, архитекторы: Б. С. Мезенцев, М. А. Готлиб, Б. Д. Хилькевич)[4]
- № 3, стр. 2 — Пограничная академия ФСБ России
- № 5 — постройки во владении И. М. Юрасова (1899, архитектор Н. Д. Струков)
- № 7 — фабрика-кухня МОСПО № 1 (1929, архитектор А. И. Мешков), первая в Москве. Здание проектировалось с учётом поточного приготовления блюд и производства полуфабрикатов. В подвальном этаже размещались склады. холодильники и другие подсобные помещения; на первом — заготовочные, главная кухня, магазин-кулинария и закусочная; второй этаж занимали три обеденных зала на 1200 человек. Позднее в здании размещался ресторан «Спорт»[5][6][7].  Выявленный объект культурного наследия № 2952539№ 2952539 — выявленный объект культурного наследия. Сейчас — Институт прикладной механики Российской Академии наук[8].
- № 9 — жилой дом заложили в довоенное время; к 1941 году был выстроен лишь первый этаж. Окончательно здание достроили к 1950 году по проекту архитекторов А. Г. Рочегова, П. И. Бронникова, инженеров И. В. Казакова, М. Я. Проскуряковского[7][9]. К моменту постройки кубатура здания составляла 64 000 м³, жилая площадь — 6300 м², число квартир — 142. На первом этаже размещался магазин. Фасады отделаны цветной штукатуркой, цоколь облицован серым гранитом[10].
- № 11 — Административное здание Мосгоргеотреста. В 1929 году о проекту архитектора А. В. Юганова на этом месте построили здание конторы «Строитель», где вскоре разместилась проектная контора «Моспроект». После реорганизации «Моспроекта» в 1933 году дом отдали под проектные мастерские № 5, 10 и 11. Здание оказалось слишком тесным и в 1934 году был разработан проект его перестройки и объединения в единый комплекс с двумя жилыми домами (проект А. А. Кеслера и Б. Н. Блохина). В административной части комплекса должны были разместиться отдел проектирования Моссовета и управление киностудии «Межрабпомфильм». В соответствии с проектом в 1935 году справа начали строить жилой корпус (см. № 13), однако вскоре стройку законсервировали. После войны бывшее здание «Моспроекта» отдали Мосгоргеотресту, по заказу которого в 1952—1957 годах здание надстроили и перестроили (архитекторы М. П. Хажакян, А. В. Курносов, А. П. Дмитриева)[11][12]. Со стороны двора к зданию Мосгоргеотреста был пристроен 9-этажный жилой дом.
- № 13, стр. 1, 1а — Жилой дом работников фабрики «Большевик». Начат строительством в 1935 году по проекту архитекторов А. А. Кеслера и Б. Н. Блохина как часть единого комплекса с соседним домом № 11. Первоначально дом предназначался для работников «Мосфильма», однако спустя три года стройку законсервировали, а после её возобновления в 1939 году отдали другому заказчику — заводу № 39 имени Менжинского Наркомавиапрома, по поручению которого архитектурно-планировочная мастерская № 5 Моссовета разработала новый проект (архитекторы Бушин и Вассердам). С началом войны стройка вновь остановилась. Жилой дом достроили к 1949 году уже для работников фабрики «Большевик» по окончательному проекту архитектора А. М. Митлаевского[12].
- № 15 — кондитерская фабрика Сиу (архитектор О.-Ж. Ф. Дидио[13]; корпуса надстроены в 1904 году архитектором А. К. Вюльфингом), ныне на территории бывшей фабрики находится культурно-деловой комплекс «Большевик» с частным Музеем русского импрессионизма
- № 17 — Здание Совпартшколы (1955, архитекторы Т. Макарычев, А. Громов, Т. Кремлева)[14], ныне — Международный университет в Москве.
- № 21 — особняк С. Н. Коншина — И. А. Манташева (1900, архитектор Ф. О. Шехтель)[13]
- № 23 — доходный дом М. Малич (1902, архитектор Г. А. Гельрих)[13]
- № 27 — Дом Бурова (1936—1940, архитекторы А. К. Буров, Б. Н. Блохин, инженеры Ю. Б. Карманов, А. И. Кучеров; решётки выполнены по эскизам В. А. Фаворского)[7][15]
- № 31 — бизнес-центр «МонАрх», в котором с мая 2010 года расположены головные офисы медиахолдинга «СТС Медиа»[16].
- № 31 стр. 9 — царский павильон XV Всероссийской торгово-промышленной и художественной выставки (1882, архитектор А. Е. Вебер)
- № 33 — жилой дом (1958—1959, архитекторы Л. Б. Карлик, Н. А. Джеванширова)[7]
- № 33а — жилой дом (1967, архитектор Л. Б. Карлик)[7]
- № 37, корп. 3, 5 — Гостиницы Аэрофлота при Центральном городском аэровокзале (1970, архитекторы Л. Баталов, Д. И. Бурдин, В. А. Климов, Ю. Р. Рабаев, В. П. Яковлев)[17]
- № 37, корп. 6 — Центральный городской аэровокзал (1965, архитекторы Д. И. Бурдин, Ю. Р. Рабаев, М. П. Артемьев, В. А. Климов, В. П. Яковлев, инженеры Я. А. Гельман, А. А. Румянцев, Г. Г. Лысенко)
- № 37, корп. 9 — гостиница «Аэростар»
- № 39а — бизнес-центр «Мерседес-Бенц Плаза» с выставочным комплексом(1997—2004, ABD architects, архитекторы Б. Левянт, Б. Стучебрюков, А. Феоктистова, О. Груздев)[18]; в архитектуре здания отражены принципы стиля хай-тек[19]
- № 39 — бизнес-центр «SkyLight» (2012 год), офис VK (с 2013 года)
- № 39, стр. 1 — Футбольно-атлетический комплекс ЦСКА (1976—1979, архитекторы Ю. Криворущенко, А. Чекмарев, Д. Рагозин, Г. Антимонов)[20]
- № 39, стр. 14 — офисное здание Горбачёв-Фонда (1999, архитекторы А. Локтев, Е. Шурчков, Е. Ковалёв)[21]
- № 41 — «старое» здание Московского аэровокзала (1931, архитекторы Л. Великовский, Н. Зарубин; расширен в 1936—1937 годах по проекту А. М. Рухлядева и В. Ф. Кринского[22]). Позднее — штаб Организации Варшавского договора, штаб ОДКБ, ныне — ФГУ СТУИО Министерства обороны РФ

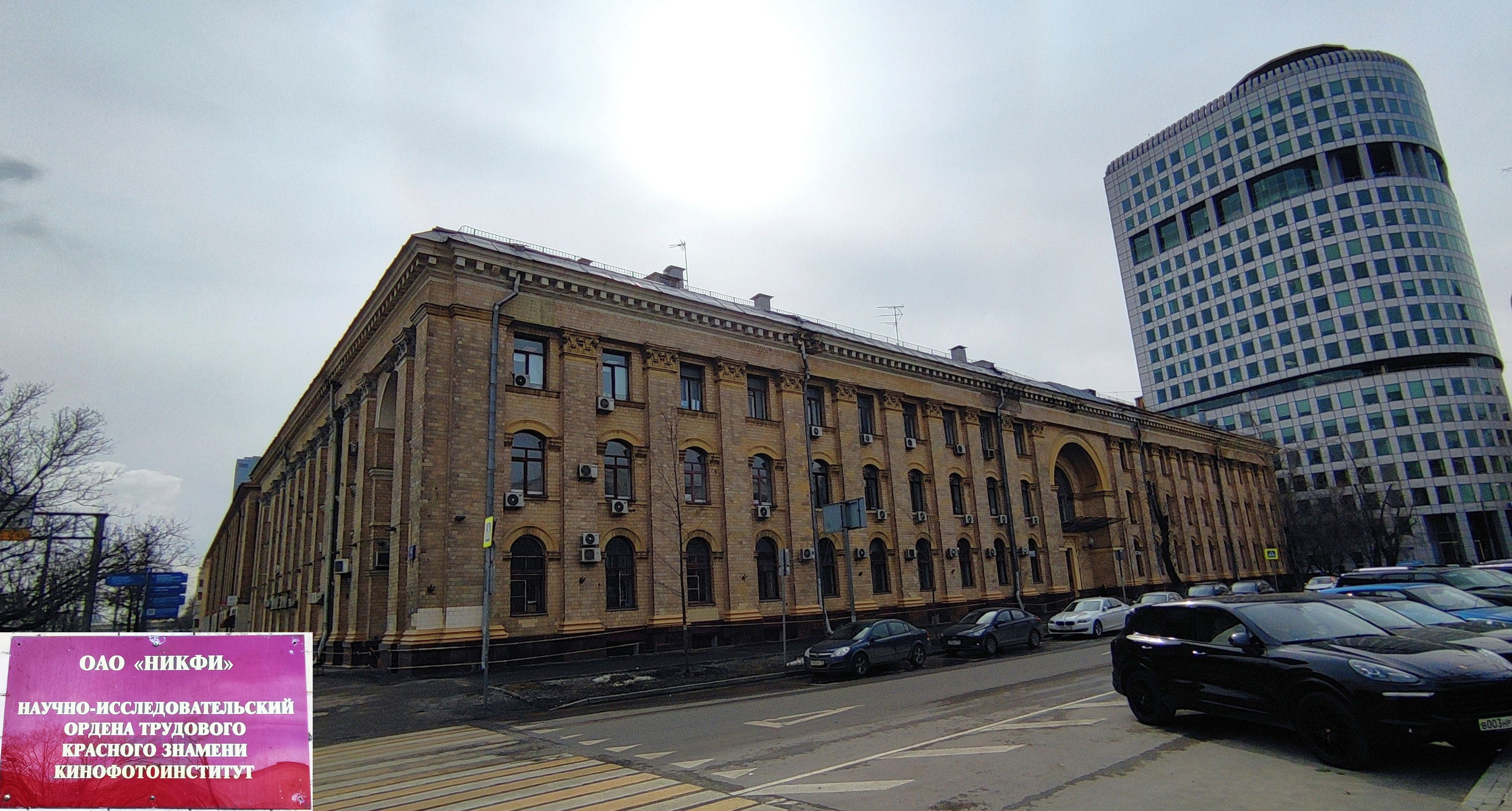
Здание НИКФИ

- № 47 — правая часть здания построена в 1946—1950 годах для Научно-исследовательского кинофотоинститута (НИКФИ) по проекту архитекторов А. Д. Суриса, М. В. Посохина, инженеров И. М. Тигранова, А. П. Гохбаума[23]. В 1955 году к зданию пристроили новые корпуса по проекту архитектора А. И. Жбанова (левая часть)[24].
- № 49 — здание Высшей партийной школы при ЦК ВКП(б) (начало 1950-х, архитекторы Б. Ю. Бранденбург, В. В. Степанов, инженер А. Ф. Кузьмин). Как и многие общественные здания 1950-х годов, постройка решена в неоклассическом духе[25][26]. Ныне — Главный корпус Финансового университета при Правительстве РФ
- № 55 — административное здание Института общественных наук ЦК КПСС (1980—1986, архитекторы А. Меерсон, Т. Пенская. Т. Базилевич)[27], ныне — корпус Финансового университета при Правительстве Российской Федерации.
- № 57 (в глубине квартала) — жилой дом учителей московских школ («Дом учителя», «Дом Мосгороно») построен в 1938—1939 годах по проекту архитекторов В. К. Кильдишева и А. И. Арутюнова[28].
- № 59 — жилой дом Министерства иностранных дел СССР (1950—1952, архитекторы И. Н. Соболев, С. П. Тюков, А. Д. Вассердам)[29]. В Чапаевском парке около дома установлен памятник-бюст учёному в области авиации Н. С. Строеву (1987, скульптор И. М. Рукавишников, архитектор Г. В. Макаревич)[30].
- № 63 — административное здание. Изначально строился как жилой дом в составе района Песчаных улиц. Первоначальная нумерация — № 87-а по Новопесчаной улице[31]. В Чапаевском парке около дома установлен бюст авиаконструктору А. С. Яковлеву (1976, скульптор М. К . Аникушин, архитектор А. А. Заварзин)[30].
- № 69 — жилой дом (1930-е, архитектор В. И. Ерамишанцев)[28].В доме жили советский авиаконструктор А. С. Яковлев[32], несколько героев Советского Союза, живёт заслуженный артист РФ В. А. Конкин
- № 71 — жилой дом построен в 1949—1954 годах для Министерства автомобильной промышленности, Министерства морского флота и Главного управления гражданского воздушного флота СССР по проекту архитекторов А. Ф. Хрякова и З. О. Брод[33][28]. С 1964 года дом находился в ведомстве Министерства гражданской авиации. В доме жило 3 первых заместителя министров гражданской авиации: И.ф. Васин (7-й подъезд), герой России генерал-лейтенант авиации А. И. Семенков (7-й подъезд), Л. В. Ильчук (3-й подъезд),,начальник управления международных воздушных сообщений МГА В. М. Данилычев (5-й подъезд), заместитель начальника технического управления генерал-лейтенант инженерной службы МГА С. А. Степанковский (7-й подъезд), начальник управления по расследованию и профилактике авиационных происшествий Госавианадзора при Министерстве Гражданской Авиации А. А. Куцков (2-й подъезд), герои Советского Союза летчики ГВФ П. М. Михайлов, М. А. Титлов, председатель Межгосударственного Авиационного Комитета (МАК) Т. Г. Анодина (7-й подъезд).
- № 71Г — часть дома 71, который именуется «адмиральским» или «дворянским гнездом»[34]. В нём жил капитан дальнего плавания Г. А. Мезенцев[35] и его сын — журналист, преподаватель МГУ и основатель Школы тележурналистики, рекламы и паблик рилейшнз при Домжуре (сейчас — Школа журналистики имени Владимира Мезенцева при ЦДЖ) В. Г. Мезенцев.
- № 71А — пожарная часть № 19 (1929, архитектор А. В. Куровский). Одна из первых пожарных частей Москвы, построенных в советской время. Позднее по этому же проекту осуществлены ещё две постройки в других районах города[28].
- № 73 — Храм Всех Святых во Всехсвятском (1733—1736).
- № 75 — жилой дом Хозяйственного управления Наркомата обороны («Генеральский дом») начали строить до войны по проекту архитектора П. Стенюшина и инженера А. Горенштейна; в 1952—1954 годах к нему пристроили левое крыло, в 1953 — правое[36]. В доме жили многие видные советские военачальники (ориентировочно 6 маршалов, 362 генерала и 39 Героев Советского Союза)— А. С. Жадов, М. С. Шумилов (мемориальная доска, 1980, скульптор И. П. Казанский, архитектор А. К. Тихонов)[37], М. Е. Катуков, Д. И. Рябышев, И. М. Чистяков[38], В. Ф. Толубко[39], Г. А. Таряник[40], И. А. Суслопаров[41] и прославленные советские спортсмены — В. Г. Федотов[42], Г. И. Федотов[43], А. В. Тарасов[44][45].
- № 75а — жилой дом. Здесь жили лингвист, академик Д. Н. Шмелёв[46], микробиолог Г. Ф. Гаузе[47].
- № 77 — комплекс четырёх 9-этажных жилых домов, ориентированных торцами на проспект. Между ними — двухэтажные магазины и две арки для въезда во дворы. Авторы проекта — архитекторы В. В. Лебедев, Д. В. Канатов, К. А. Развадовская, инженеры Г. Липкин, А. Михайлов[48]. Здесь жил авиаконструктор П. О. Сухой[49].
- № 77а — административное здание Центрального диспетчерского пункта управления движением. За оригинальную овоидную форму получило название «Яйцо Сокола».

### по чётной стороне
- № 2 — жилой дом Белорусско-Балтийской железной дороги (1934—1938, архитектор Д. Ф. Фридман)[50][51]. Здесь жил историк Н. Н. Улащик[52].
- № 8 — Ранее на этом месте стояло здание 2-го часового завода (1930, архитектор А. В. Юганов)[53]. На территории установлен мемориал боевой славы (1975, скульптор В. А. Сонин, архитектор И. И. Ермолавев)[30]. Ныне на месте снесённого здания строится ЖК «Slava».
- № 10 — жилой дом начали возводить в 1939 году для РЖСКТ «Культурный быт» по проекту архитектора В. С. Биркенберга. В 1940 году у дома появился новый заказчик — Наркомат финансов, и проект передали другим авторам — архитектору Б. М. Тарелину и конструктору В. С. Николаеву. На время войны строительство было приостановлено; окончательная сдача дома в эксплуатацию состоялась лишь в 1949 году[54][55]
- № 12 — жилой дом табачной фабрики «Ява» (1939—1941, архитектор И. Л. Маркузе)[56]
- № 14 — жилой дом кооператива «Новая Москва» (1926—1928, 1950-е, архитекторы Н. Я. Колли, С. Н. Кожин)[7][57]. В 1956 году дом надстроили местами на один, местами на три этажа по проекту архитекторов Н. Н. Селиванова и инженера Б. И. Горжельчана[58]. В 1953—1972 годах в доме жил советский оружейный конструктор Б. Г. Шпитальный[59].
- № 16 — Черкасская богадельня попечительства о бедных Императорского Человеколюбивого общества (1858, архитектор Н. И. Финисов; 1898—1899, архитектор И. П. Машков)
- № 16, стр. 1, 2 — Храм Троицы Живоначальной при бывшей Черкасской богадельне (1857—1858; в 1886—1888 годах по проекту архитектора Н. А. Воскресенского пристроен придел Святителя Николая).
- № 18 — жилой дом построен в 1956 году для работников Генпрокуратуры СССР по проекту архитекторов Н. Н. Селиванова и Ю. А. Дыховичного[60][61].
- № 20 — Вилла Ксении Беллик (1914, архитектор Д. П. Сухов). В настоящее время здание занимает болгарский культурный центр. В 2015 году было предложено включить здание в список объектов культурного наследия[62].
- № 22 — доходный дом Д. К. Калениченко (1910—1911, архитектор Б. М. Нилус), перестроен, ныне — Центральный офис ВГТРК.
- № 24а — дворец спорта «Авиахим» (1931, архитектор Н. Метлин)[57], ныне — УСК «Крылья Советов».
- № 26, корп. 1, 2 — Жилые дома кооператива «Дукстрой» (1927—1928, архитектор А. С. Фуфаев)[57]. В 1954 году лицевой корпус реконструировали (архитекторы Л. Б. Карлик, В. В. Степанов, Е. В. Овакимова); с торцов к зданию пристроили новые корпуса вдоль проспекта. Корпус в глубине квартала сохранил первоначальное оформление[63].
- № 28 — жилой дом в ходе строительства несколько раз перепроектировали. Первоначально дом, предназначавшийся для сотрудников Комакадемии, заложили в 1932 году по проекту архитектора А. Ф. Жукова. Однако предложенное автором решение фасадов не удовлетворило заказчика и проект передали архитекторам З. М. Розенфельду и Шлезингеру. Разработанный ими проект так же был отвергнут. Достраивалось здание по третьему проекту Розенфельда для другого заказчика — РЖСКТ «Научный работник имени О. Ю. Шмидта»[64]. Здесь жили поэт Степан Щипачёв (в 1937—1948; мемориальная доска, 1982, архитектор А. Г. Кобрин)[65], биохимик и генетик Р. Б. Хесин-Лурье[66], экономист Л. М. Гатовский[67].
- № 30 — доходный дом А. А. Судакова (1900-е, архитектор А. Э. Эрихсон)
- № 30 стр. 2 — театр марионеток «Фигаро».
- № 32 — исторический отель «Советский». Изначально — ресторан А. А. Судакова «Яр» (1909—1910, архитектор А. Э. Эрихсон). В 1939 году перестроен под Центральный дом Гражданского воздушного флота архитекторами П. Н. Рагулиным и Н. И. Механиковым[68], роспись потолка осуществлял художник П. Д. Корин. В 1951 году вновь перестроен под гостиницу «Советская» в стиле сталинского ампира архитекторами П. П. Штеллером, И. И. Ловейко и В. В. Лебедевым с частичным сохранением прежних объёмов и помещений. Вдоль улицы Расковой к существующему зданию пристроили новый корпус, где разместили гостиничные номера. За проект гостиницы его авторы были удостоены Сталинской премии[69]. Ныне помимо гостиницы в здании располагается Московский музыкально-драматический цыганский театр «Ромэн».
- № 36 — стадион «Динамо» (1927—1928, архитекторы А. Я. Лангман, Л. З. Чериковер)[57]. Территория вокруг стадиона благоустроили в 1948 году по проекту архитекторов В. И. Долганова и В. Д. Лукьянова; тогда же соорудили эспланаду, террасами спускающуюся к тротуару[70]. На эспланаде расположены два назменых вестибюля метро (архитектор Д. Н. Чечулин)[71].

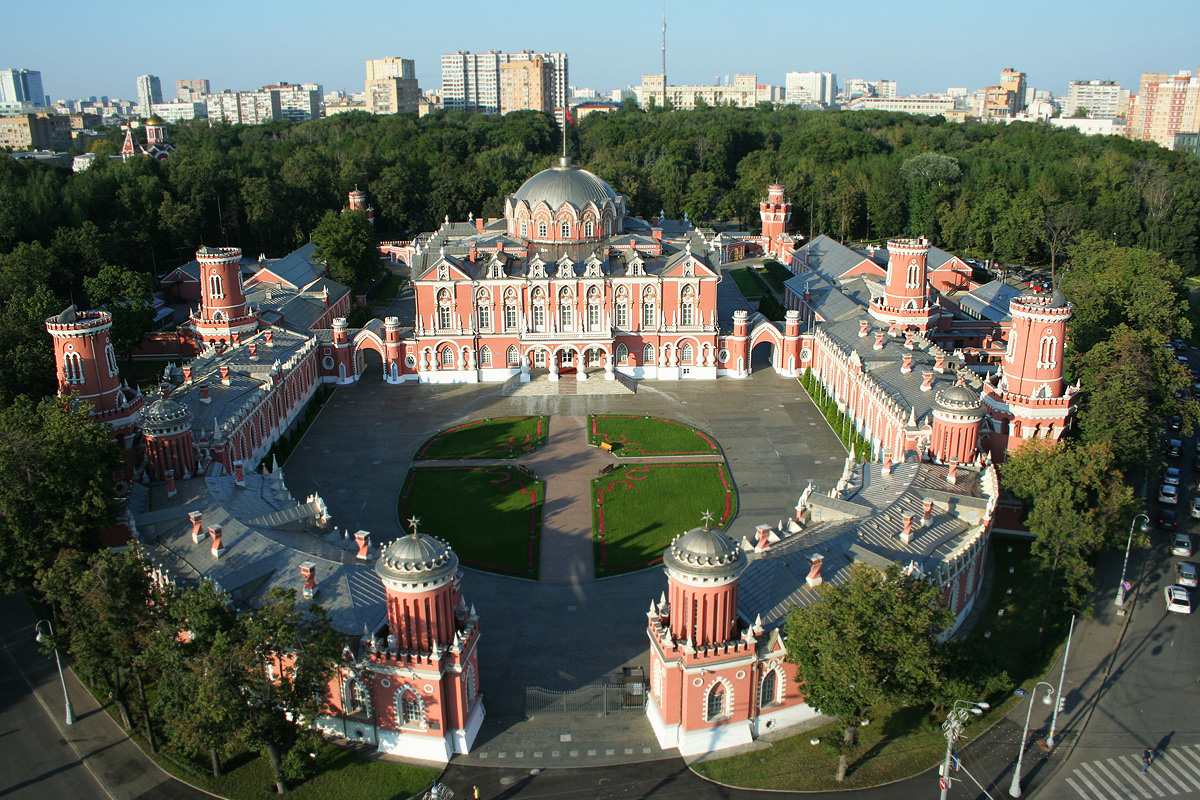
Петровский путевой дворец, вид сверху

- № 40 — Петровский путевой дворец, ныне — Дом приёмов Правительства Москвы. Около здания установлены памятники К. Э. Циолковскому (1957, скульптор С. Д. Меркуров, архитектор И. А. Француз) и Н. Е. Жуковскому (1959, скульптор Г. В. Нерода, архитектор И. А. Француз)[13].
- № 42 — доходный дом Р. М. Михельсон (1905, архитектор Н. П. Матвеев)
- № 44 — жилой дом Военно-воздушной академии им. Н. Е. Жуковского (1935—1940, архитекторы В. А. Лейбо, А. Д. Сурис)[72][73]. В доме жили физик А. С. Ястржембский и его сын, историк Л. А. Ястржембский[74].
- № 48 — жилой дом (1950, архитектор А. В. Мезьер)[73]. Здесь жил авиаконструктор Д. Л. Томашевич[75].
- № 46 — школьное здание возведено в 1935 году по проекту архитекторов А. И. Антонова и А. М. Швецова. Впоследствии этот проект был повторён ещё в нескольких постройках[73]. Ныне — ГБОУ Школа города Москвы № 152.
- № 50 — жилой дом в постконструктивистском стиле построен в 1939 году по проекту архитектора П. Александрова[76].
- № 56 — жилой дом первоначально начали строить в 1935 году для РЖСКТ «Инженер-ударник» по проекту архитектора З. М. Розенфельда, который задумал здание шестиэтажным. В связи с медленными темпами строительства дом передали заводу имени Менжинского, однако и новый заказчик смог построить к 1938 году лишь три этажа из шести запроектированных. В послевоенные годы здание предполагали включить в состав большого комплекса, авторами которого должны были стать Д. Г. Олтаржевский, Н. Афанасьев, Г. Кузнецова и Ю. Юров. Для достижения сомасштабности с проектируемым комплексом над трёхэтажным корпусом надстроили ещё три этажа примитивных форм, заметно отличающиеся от созданных по проекту Розенфельда. От идеи возведения комплекса позднее отказались[77].
- № 58 — жилой дом. Здесь жили советский конструктор авиационных и танковых дизелей А. Д. Чаромский (мемориальная доска, архитектор И. Я. Ядров, 1987)[78], химик Н. Л. Глинка[79].
- № 60 — жилой комплекс «Автодорожник» начал сооружаться в начале 1930-х годов по проекту архитектора Б. В. Ефимовича. В 1932—1936 годах были построены два передних корпуса по красной линии улицы. Богато украшенные фасады зданий были подвергнуты резкой критике, их приводили в качестве примера «бездумного украшательства в архитектуре». В результате этого проект был кардинально переработан — задний корпус комплекса (№ 60а), сданный в 1939 году, заметно отличается по своему оформлению от лицевых[80]. В доме № 60а жил писатель-сатирик Григорий Горин[81]. В рамках гражданской инициативы «Последний адрес» на доме установлены мемориальные знаки с именами инженеров А. Е. Колибрина, Л. И Сагаловича, В. М. Свердлова и партработника Л. П. Серебрякова[82], расстрелянных в годы сталинских репрессий. В базе данных правозащитного общества «Мемориал» есть имена 13 жильцов этого дома, расстрелянных в годы террора[83]. Число погибших в лагерях ГУЛАГа не установлено.
- № 62 — протяжённый жилой дом Метростроя изначально представлял собой два отдельно стоящих четырёхэтажных корпуса с встроенными вестибюлями метро «Аэропорт», которые были построены по проекту архитектора С. М. Кравеца в 1938 году. В 1950—1954 годах по проекту С. М. Кравеца и И. Д. Мельчакова существующие корпуса надстроили двумя этажами, а в глубине двора возвели новый центральный корпус, соединивший боковые крылья в единое здание[84]
- № 62а — торговый центр «Галерея Аэропорт» (2001—2003, архитекторы С. Киселёв, А. Ковалёва, инженер И. Шварцман, конструктор И. Каникаев)[85]. Перед зданием, между домами № 2 и 3 по улице Черняховского — площадь Эрнста Тельмана. На площади установлен памятник Эрнсту Тельману (1986, скульпторы Вл. А. и В. А. Артамоновы, архитектор В. А. Нестеров)[86].
- № 64 — Московский автомобильно-дорожный институт (1939—1950-е, архитекторы А. М. Алхазов, С. Е. Чернышёв, инженер И. О. Оршанский). Строительство комплекса было начато в 1939 году по проекту А. Э. Зильберта и А. М. Алхазова, но было прервано войной. Возобновили работы лишь в 1950 году по проекту нового коллектива авторов — архитекторов А. М. Алхазова, С. Е. Чернышёва и инженера И. О. Оршанского. К моменту окончания строительства в 1955 году вышло постановление ЦК КПСС и Совета министров СССР «Об устранении излишеств в проектировании и строительстве» и здание подвергли жёсткой критике, в результате чего авторам пришлось отказаться от некоторых декоративных элементов, в частности — от украшения фасада скульптурными группами[26].
- № 66 — левая часть дома построена в довоенные годы высотой в три этажа. В 1950 году дом решили достроить по проекту архитектора А. И. Криппы — справа и слева к дому пристроили угловые семиэтажные корпуса; существующий довоенный корпус достроили в упрощенных формах лишь в начале 1960-х годов. Отделка дома не была завершена — задуманное архитектором оформление имеет только правая часть здания[28]. В доме жили скрипач и педагог Юрий Янкелевич[87], певица Лидия Русланова (1953—1973), на доме установлена мемориальная доска.
- № 76, корп. 1, 2 — Жилой комплекс «Соколиное гнездо» (2000—2002, АБ «Остоженка»; архитекторы А. Скокан, В. Каняшин, М. Скороход и др.)[88]
- № 74 — Жилой дом. Здесь жили критик И. В. Вайсфельд[89], писатель С. А. Дангулов[90].
- № 80 — здание НПО «Алмаз» (1953, архитекторы В. С. Андреев и Г. М. Вульфсон)[91], в здании размещается Институт экономики и предпринимательства (ИНЭП)

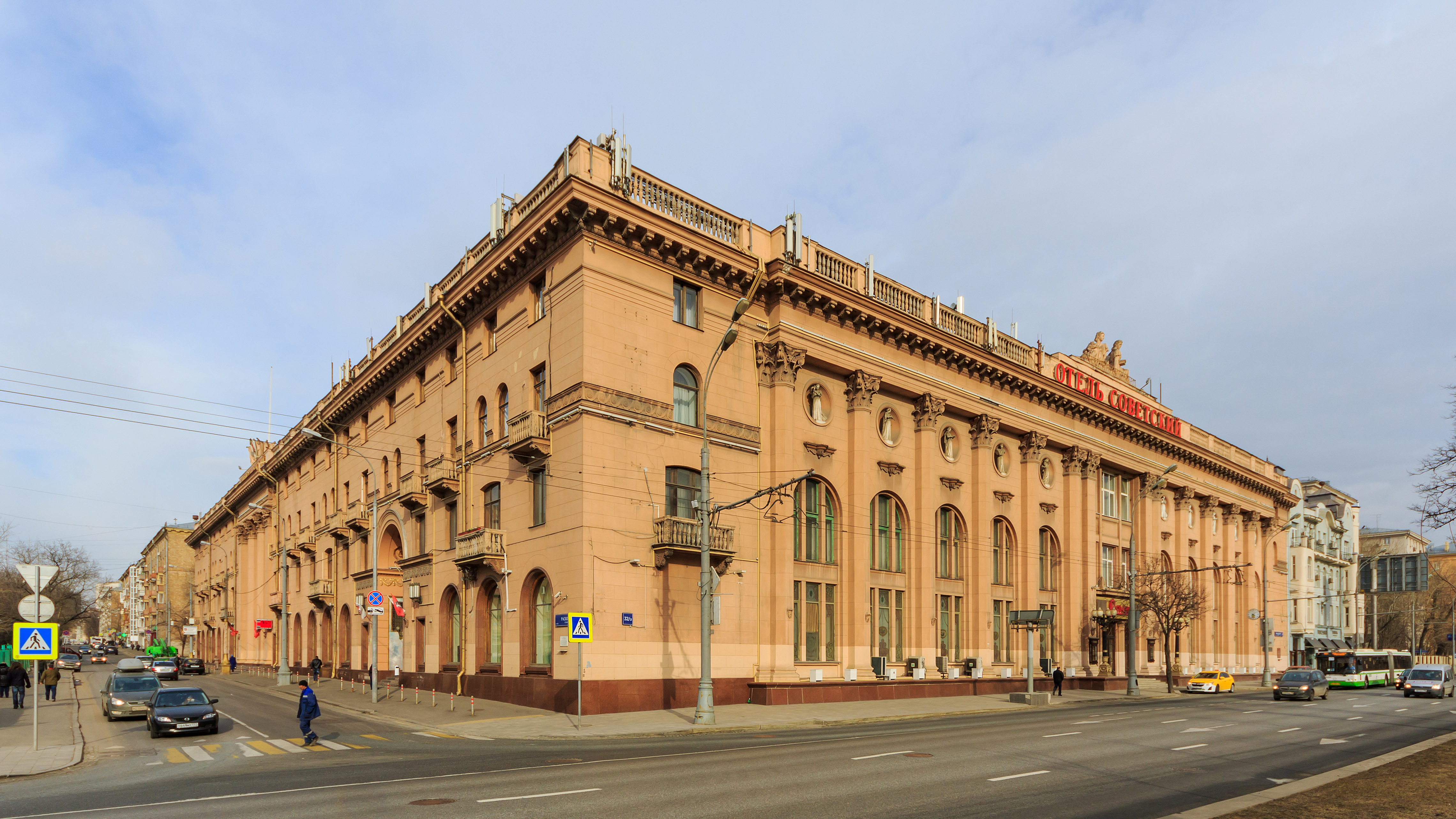
Исторический отель «Советский»
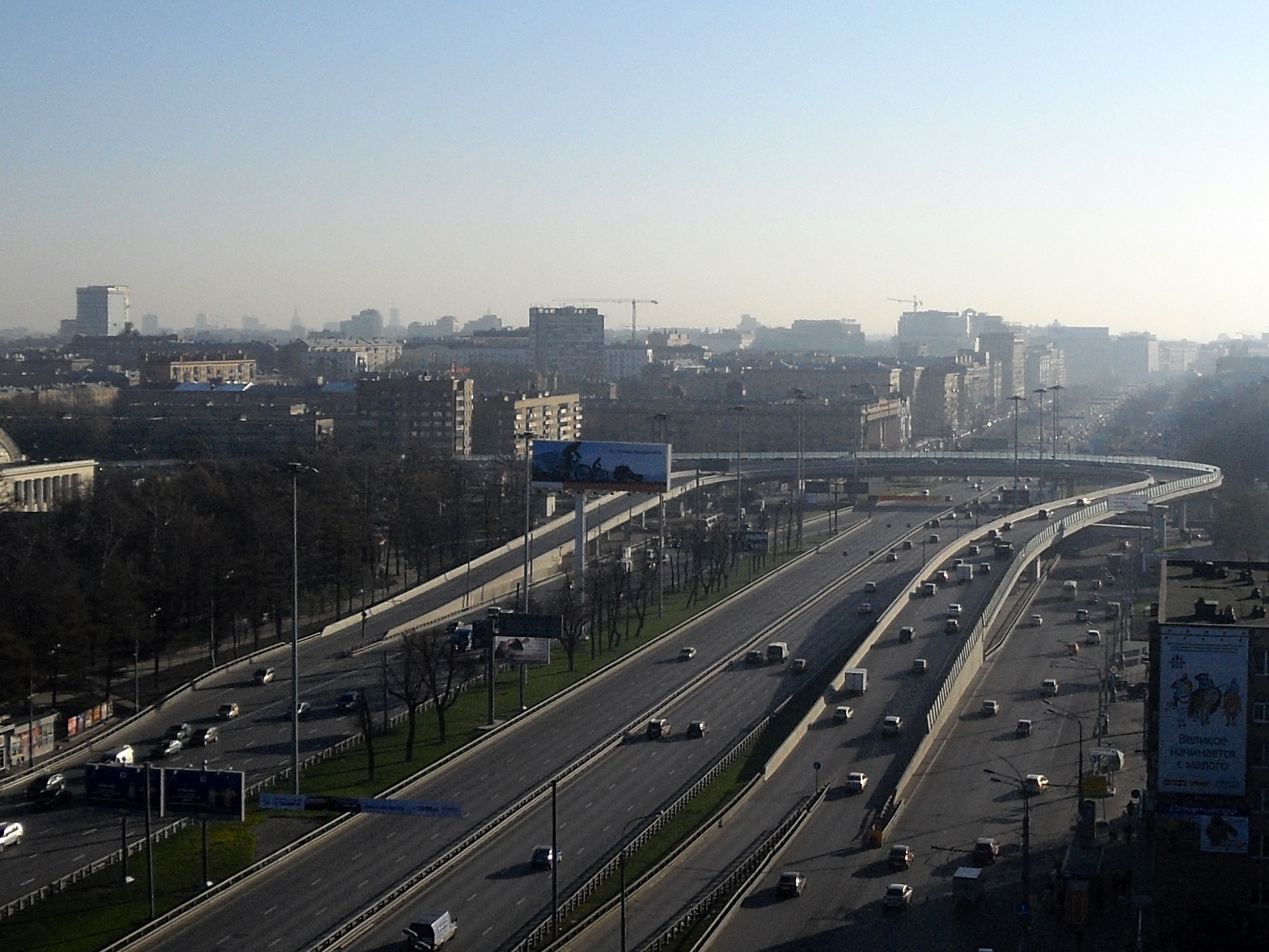
Ленинградский проспект — самая широкая улица в Москве
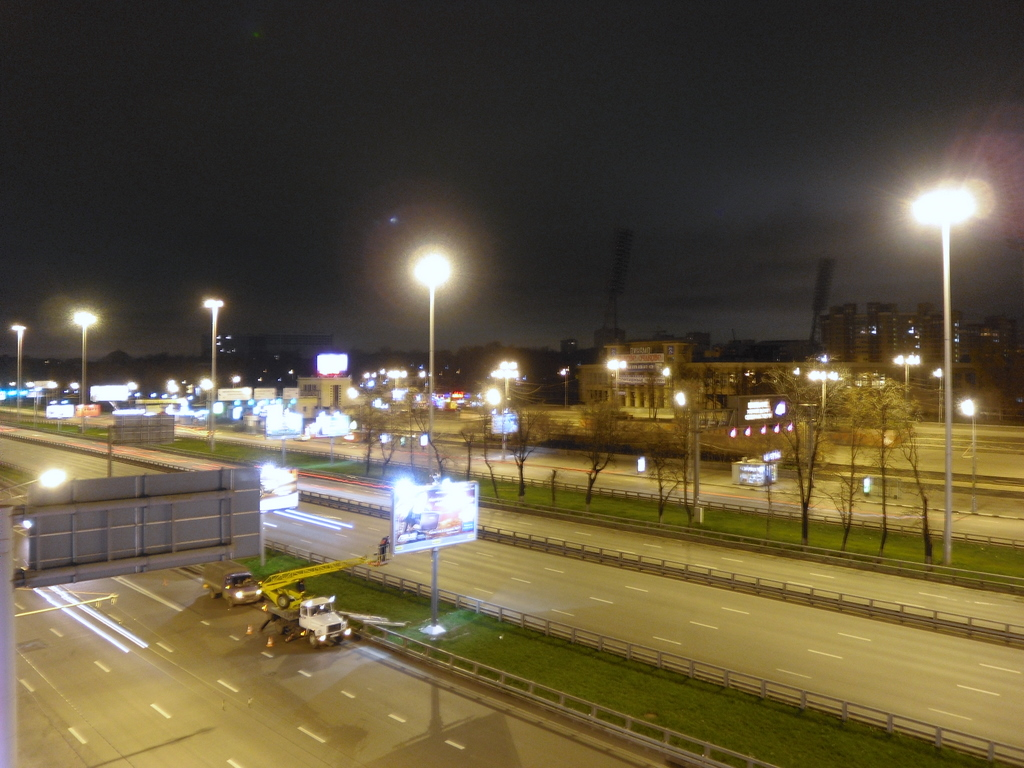
Ленинградский проспект ночью (на заднем плане Стадион Динамо
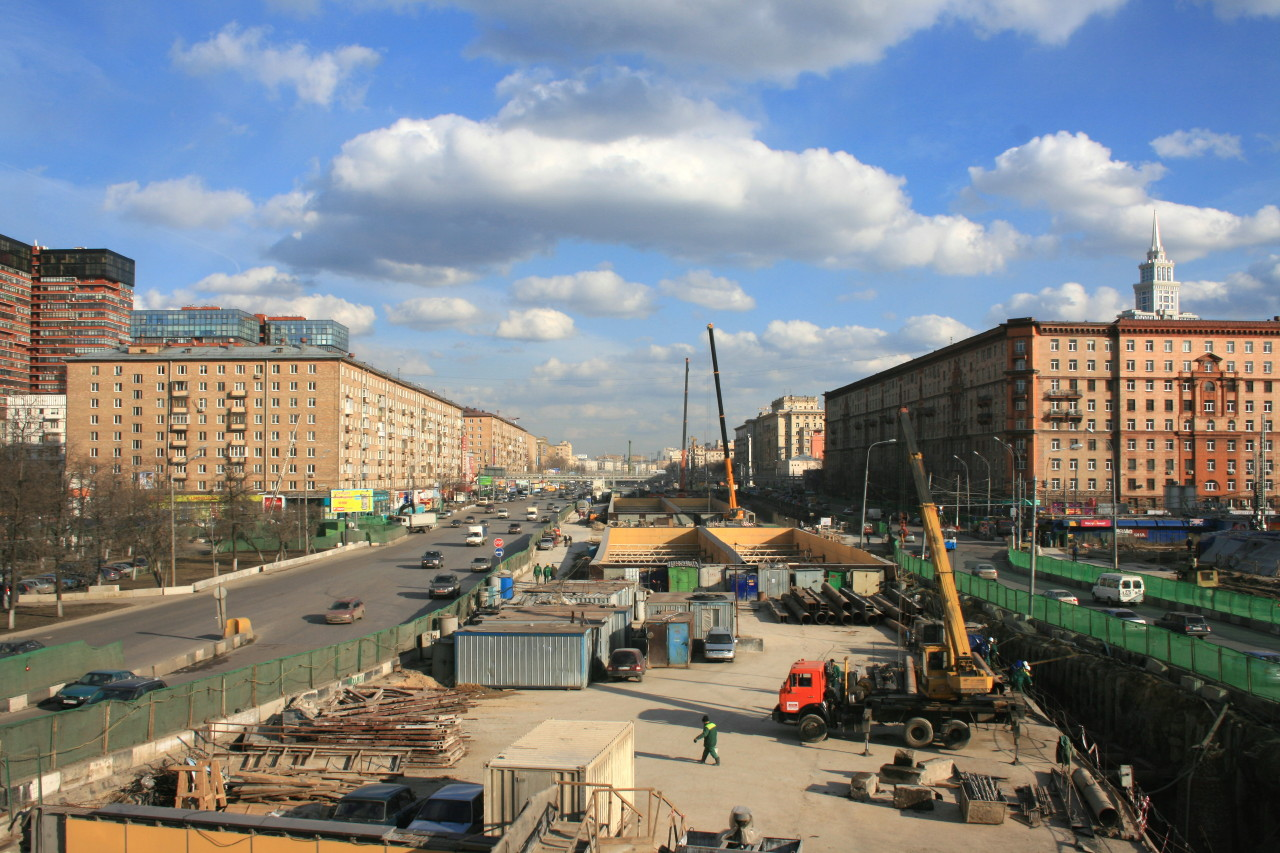
Строительство развязки, проект «Большая Ленинградка»
Мемориальная доска Лидии Руслановой на доме 66.

## Общественный транспорт
Летом-осенью 1874 года была построена линия конного трамвая (конки) от Иверской часовни через Страстную площадь, Тверскую заставу до Петровского парка.

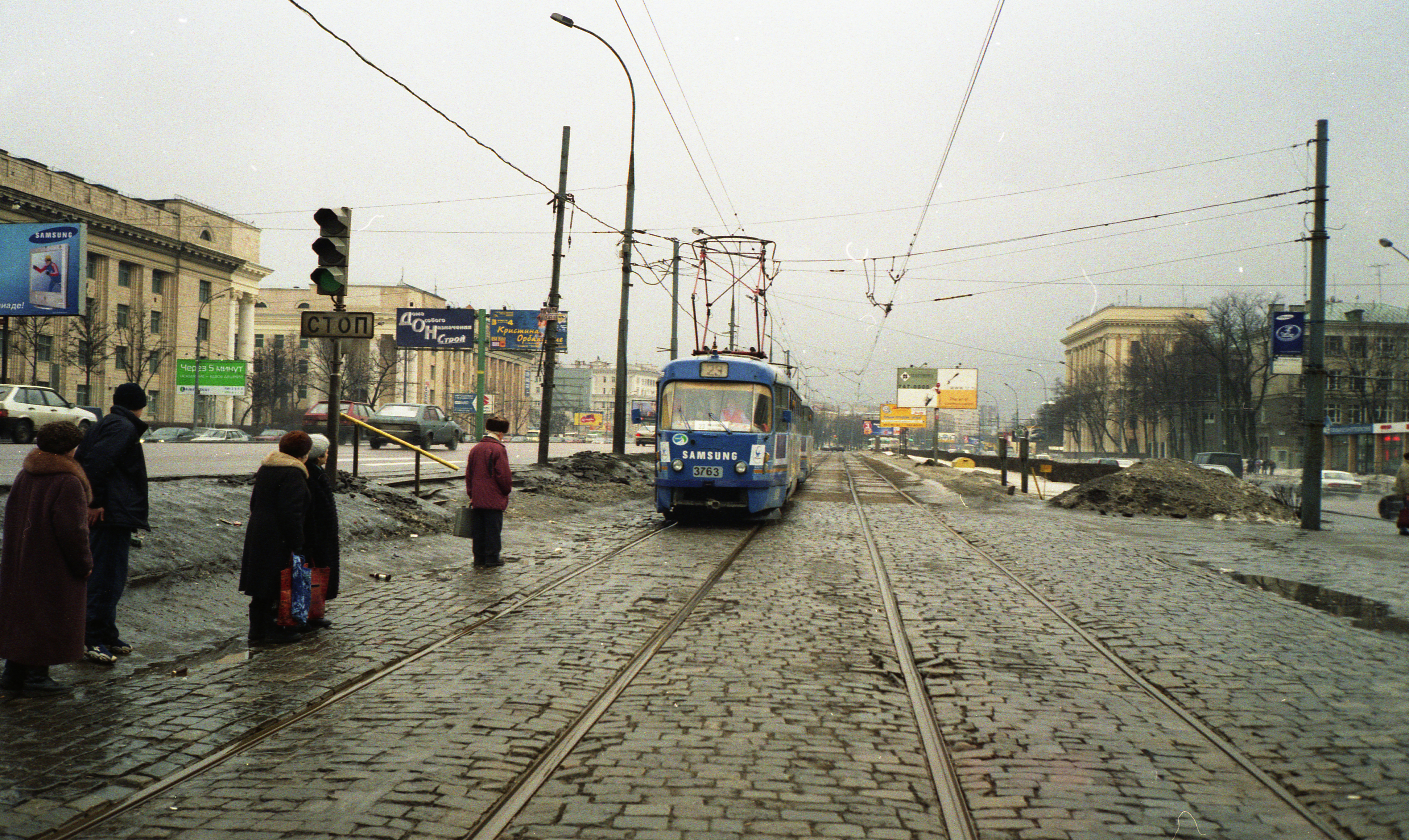
Трамвайная линия на Ленинградском проспекте (2002)

В 1901 году по проспекту была проложена трамвайная линия от Белорусского вокзала до Петровского парка. В 1922 году линия была продлена до конца проспекта. Линия проходила по бульвару проспекта, лишь у станции метро «Сокол» пересекая проезжую часть и уходя к нечётной стороне. В 1968 году часть линии от Белорусского вокзала до пересечения с Беговой улицей была снята из-за строительства тоннеля на этом пересечении. 25 декабря 2004 года в связи со строительством поворотной эстакады в том же месте была закрыта. Сейчас линия разобрана, несмотря на существовавшие обещания её сохранить. См. статью Трамвай № 23 (Москва).
В 1933 — 2020 годах по проспекту проходила троллейбусная линия.
В 1938 году под проспектом построена Замоскворецкая линия метро со станциями Динамо, Аэропорт и Сокол.
В 2011 году была открыта выделенная полоса для общественного транспорта.